# Benjamin von Blomberg
Benjamin von Blomberg (* 1978) ist ein deutscher Dramaturg.
Von Blomberg studierte Historische Musikwissenschaften, Germanistik und Betriebswirtschaftslehre in Hamburg. Noch zu Studienzeiten gründete er gemeinsam mit dem befreundeten Regisseur Benedikt von Peter die freie Operngruppe „evviva la diva“. Mit der Gruppe arbeitete er u. a. in Berlin, Düsseldorf und Hamburg Produktionen als Dramaturg und Produktionsleiter. 2005 gastierte er am Thalia Theater Hamburg erstmals bei „Quixote in der Stadt“ (Regie: Andreas Kriegenburg), von 2006 bis 2010 war er dort unter Intendant Ulrich Khuon und schließlich unter Joachim Lux als Dramaturg tätig. Daneben war er immer wieder auch an Opernprojekten beteiligt, so bspw. 2007 bei „Cesare“ von Georg Friedrich Händel (Theater an der Wien, Regie: Christof Loy). Von 2010 an arbeitete Benjamin von Blomberg als freischaffender Dramaturg u. a. in Berlin, Hamburg, in Hannover, bei den Salzburger Festspielen und in Zürich zumal mit Nicolas Stemann, Stefan Pucher, Benedikt von Peter und Frank Abt.
Vor seiner Tätigkeit als Dramaturg begann von Blomberg über die Rolle der Musik im Werk von Elfriede Jelinek bei Peter Petersen zu promovieren. Gemeinsam mit Nicolas Stemann erarbeitete er in der Folge mehrere Uraufführungen ihrer Texte, darunter „Ulrike Maria Stuart“, das Sekundärdrama auf Lessings „Nathan der Weise“ „Abraumhalde“, „Die Kontrakte des Kaufmanns“,„Rein Gold“ an der Staatsoper Berlin und „Wut“ an den Münchner Kammerspielen ebenfalls mit Nicolas Stemann, mit dem ihm eine kontinuierliche Zusammenarbeit verbindet und deren Inszenierungen wiederholt zum Theatertreffen in Berlin eingeladen wurden. „Die Kontrakte des Kaufmanns“ (Thalia Theater/Schauspiel Köln 2010) war 2012 auch beim Festival d’Avignon zu sehen, 2013 folgte eine Einladung von „Faust“. Darüber hinaus Veröffentlichungen in Fachmagazinen und Jury- und Vortragstätigkeiten u. a. für das Körber Studio Junge Regie und die Mülheimer Theatertage oder in Zusammenarbeit mit dem Goethe-Institut Amsterdam und Seoul, Korea.
2012 wurde Benjamin von Blomberg von der Fachzeitschrift „theater heute“ zum Dramaturgen des Jahres gewählt.
Von 2012 bis 2015 war Benjamin von Blomberg als Chefdramaturg und Leiter der Sparte Schauspiel am Theater Bremen tätig. Ab der Spielzeit 2015/16 war er Chefdramaturg an den Münchener Kammerspielen. Seit der Saison 2019/2020 ist er zusammen mit dem Regisseur Nicolas Stemann Co-Intendant vom Schauspielhaus Zürich, der Vertrag läuft 2024 aus.